# Orfanato Music Group
Orfanato Music Group fue un sello discográfico fundado por el cantante puertorriqueño de reguetón, Don Omar; anteriormente llamada All Star Records. Pertenece a la discográfica Machete Music, en una división de la misma. La compañía El Orfanato Music Group  fue la mejor del género y la más exitosa en su tiempo. Los productores y la compañía fue reconocida por Billboard.

## Artistas
- Don Omar
- Natti Natasha
- Syko “El Terror” (fallecido en 2015)
- Kendo Kaponi (2009–2011)
- Marcy Place (2008–2010)

## Productores
- A&X
- DJ Robin
- Danny Fornaris
- Link-On
- Jumbo “El que produce solo”
- Marcos G (fallecido en 2013)

## Álbumes
- 2008: B From Marcy Place (Marcy Place)
- 2010: Meet the Orphans (Don Omar)
- 2012: All About Me (EP, Natti Natasha)
- 2012: Meet the Orphans 2: New Generation (Don Omar)

Mixtapes
- 2010: Meet the orphans: The zone
- 2011: Love is pain[4]